# Proton 2
Proton 2 (ros. Протон)  – radziecki satelita naukowy serii Proton, do badań w zakresie astronomii; drugi ładunek wyniesiony przez rakiety nośne rodziny Proton, w dwuczłonowym wariancie UR-500.

## Budowa i działanie
Z uwagi na swoją wielkość, statki Proton były często nazywane „stacjami kosmicznymi”, co szczególnie widać przy ich opisach na znaczkach pocztowych.
Statek miał kształt cylindryczny, z 4 rozkładanymi panelami ogniw słonecznych. Na jego elektronikę składało się ponad 4100 tranzystorów, ponad 4500 diod i około 9000 innych elementów półprzewodnikowych.
Statek był wyposażony w zestaw przyrządów do monitorowania promieni kosmicznych (do 100 TeV), pomiaru intensywności i rozkładu energii elektronów pochodzenia galaktycznego i promieniowania gamma (powyżej 50 MeV).